# Napoléon Chaix
«  Indicateur Chaix » redirige ici. Pour les autres significations, voir Indicateur et Chaix.
 (janvier 2022).
Napoléon Chaix, né le 30 avril 1807 à Châteauroux, rue du Bombardon (devenue rue Victor-Hugo), et mort à Boulogne-Billancourt le 30 août 1865, est un imprimeur français.

## Biographie
Apprenti imprimeur dans sa ville natale jusqu’en 1833, il se rend à Paris pour se perfectionner et fonde en 1845 l'Imprimerie centrale des chemins de fer qui, dès l’année suivante, sort le premier Livret indicateur des horaires des trains. Ce livret est appelé « l'indicateur Chaix » puis, par simplification, « le Chaix ».

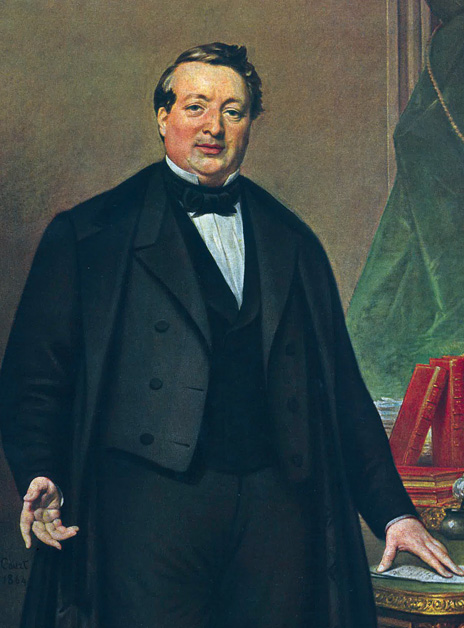
Portrait de Napoléon Chaix.

Très attaché à son département d'origine, Napoléon Chaix est l’un des fondateurs de la Société du département de l’Indre, qu’il héberge pendant trente ans dans ses locaux. Il imprime notamment le bulletin de l’Association des Berrichons de Paris et publie le Glossaire du Centre de la France.
Il est inhumé au cimetière de Montmartre, avec son épouse, Marguerite Nuret (1809-1886), son fils, Edmond-Albans Chaix (1832-1897), et l'épouse de celui-ci, Laure Lhonneux (1841-1923), sa fille, Léonie-Céleste Chaix (1838-1930), et l'époux de celle-ci, Gustave Clément, ainsi que deux de ses petits-fils, Alban-Gustave-Léon-Clément (1862-1929) et Paul Clément (1863-1942), avocat, adjoint au maire et maire honoraire du huitième arrondissement de Paris. La chapelle est à l'abandon, dans la partie haute de la 22e division, côté avenue Cordier.

## L'Imprimerie Chaix

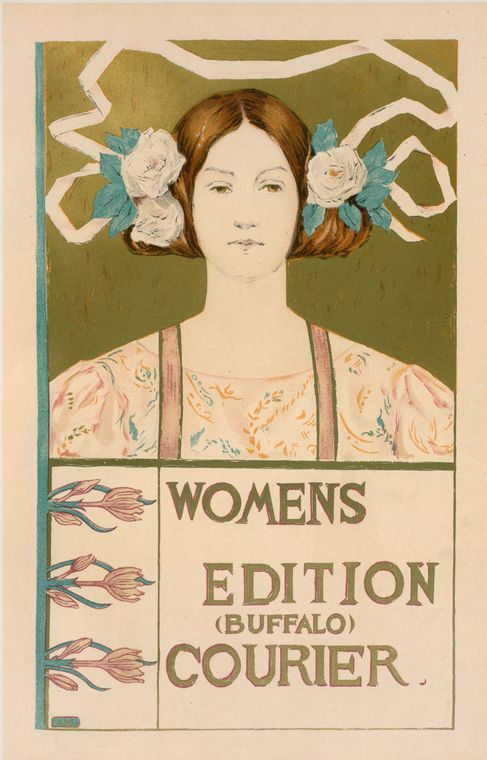
Les Maîtres de l'affiche : publication mensuelle contenant la reproduction des plus belles affiches illustrées des grands artistes, français et étrangers, éditée par lImprimerie Chaix. Affiche d'Alice Russell Glenny.

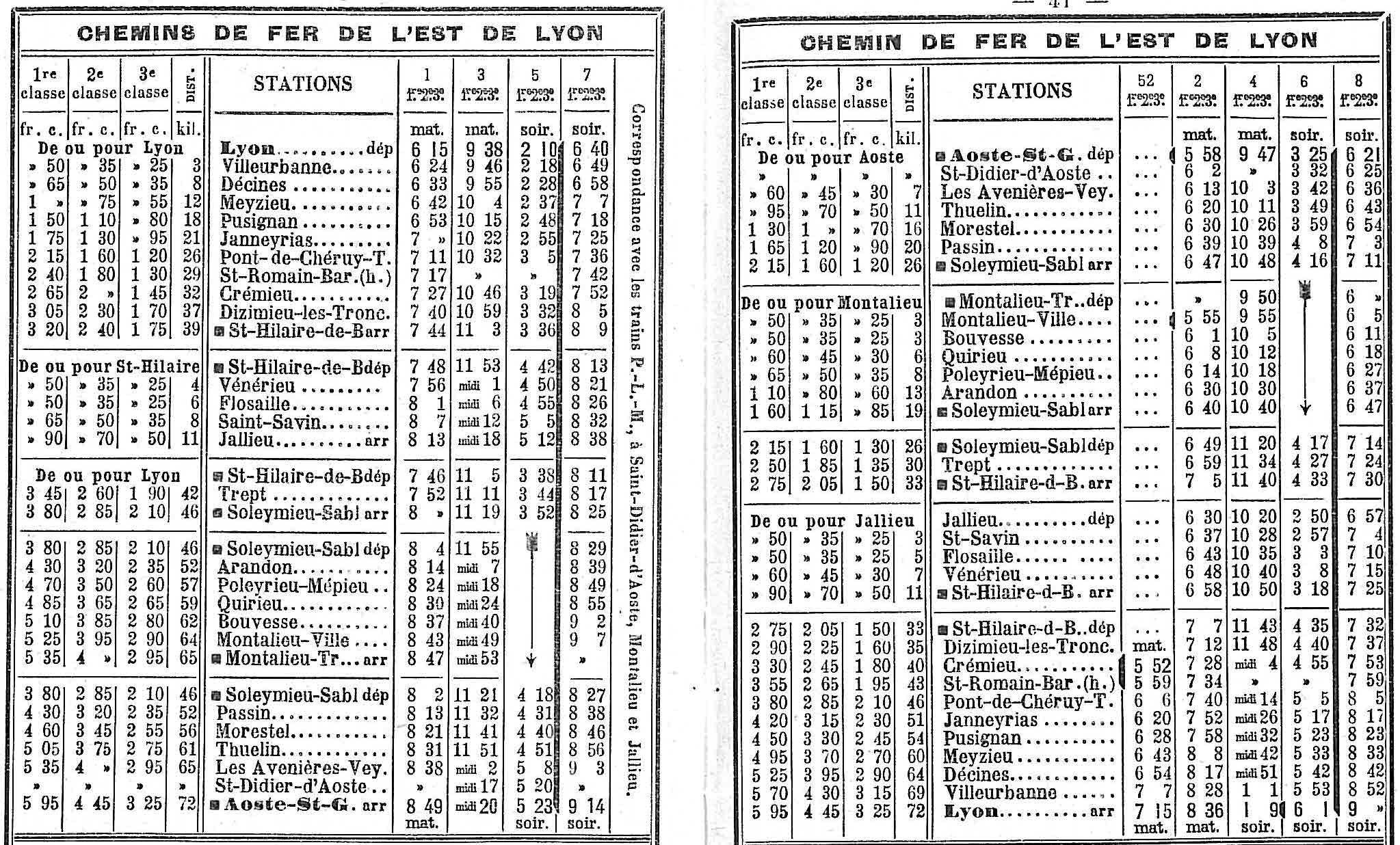
Horaires des chemins de fer de l'Est de Lyon - Service de l’été 1906 (Imprimerie Chaix Nicolas Aîné)

En 1880, une importante succursale de l'Imprimerie centrale des chemins de fer, fondée en 1845 et qui prend en 1881 le nom d'Imprimerie Chaix, est implantée au 126, rue des Rosiers, à Saint-Ouen : 2 500 m2, 60 chevaux-vapeur et 100 ouvriers. On y exécute, outre les affiches de Jules Chéret, directeur artistique, et de ses amis comme Lucien Lefèvre, Alfred Choubrac ou Georges Meunier, des travaux de composition, de tirage typographique, de brochage, de reliure, de réglure, etc. L'entreprise familiale ne cesse de se développer et devient vite l'un des plus puissants ateliers d'imprimerie d'Europe. Surtout connue pour l'édition des indicateurs de chemin de fer jusqu'en 1976, Chaix imprime également des dépliants publicitaires, des affiches, des périodiques, des ouvrages, ainsi que la série mensuelle Les Maîtres de l'affiche.
En 1965, s'opère une fusion entre Chaix et Desfossé-Néogravure ; en 1970, le groupe absorbe l'imprimerie Oberthur à Rennes et, en 1973, l'Imprimerie Crété à Corbeil-Essonnes. Un an plus tard, Néogravure-Crété-Chaix-Desfossé, couvert de dettes, dépose son bilan. Après trois semaines d'occupation d'usines par les ouvriers, patronat et syndicats s'entendent sur un plan de redressement, mais désormais Oberthur et Chaix sont indépendantes. À l'issue d'un conflit social de près de six ans, en juillet 1981, les locaux et le matériel de Saint-Ouen sont vendus aux enchères et une nouvelle société reprend les activités de l'Imprimerie Chaix avec seulement 47 salariés au lieu des 640 qui y étaient occupés en 1975.
Dans les commanditaires de l'Imprimerie Chaix, on trouve Adrien Delahante, premier banquier de Lyon et receveur général des finances du Rhône, Gustave Delahante, banquier, Antoine Banès, directeur de la Compagnie du chemin de fer de Paris à Orléans et de la Compagnie du chemin de fer du Centre ainsi qu'Amédée Marc, secrétaire général de la Compagnie du chemin de fer de Paris à Orléans.